# 加布丽埃勒·卡尔勒
加布丽埃勒·卡尔勒（法語：Gabrielle Carle，1998年10月12日—），加拿大女子足球运动员。她曾代表加拿大参加2020年夏季奥林匹克运动会足球比赛，获得一枚金牌。她也曾参加2019年世界杯女子足球赛。